# Ehemalige Zigarrenfabrik (Mudersbach)

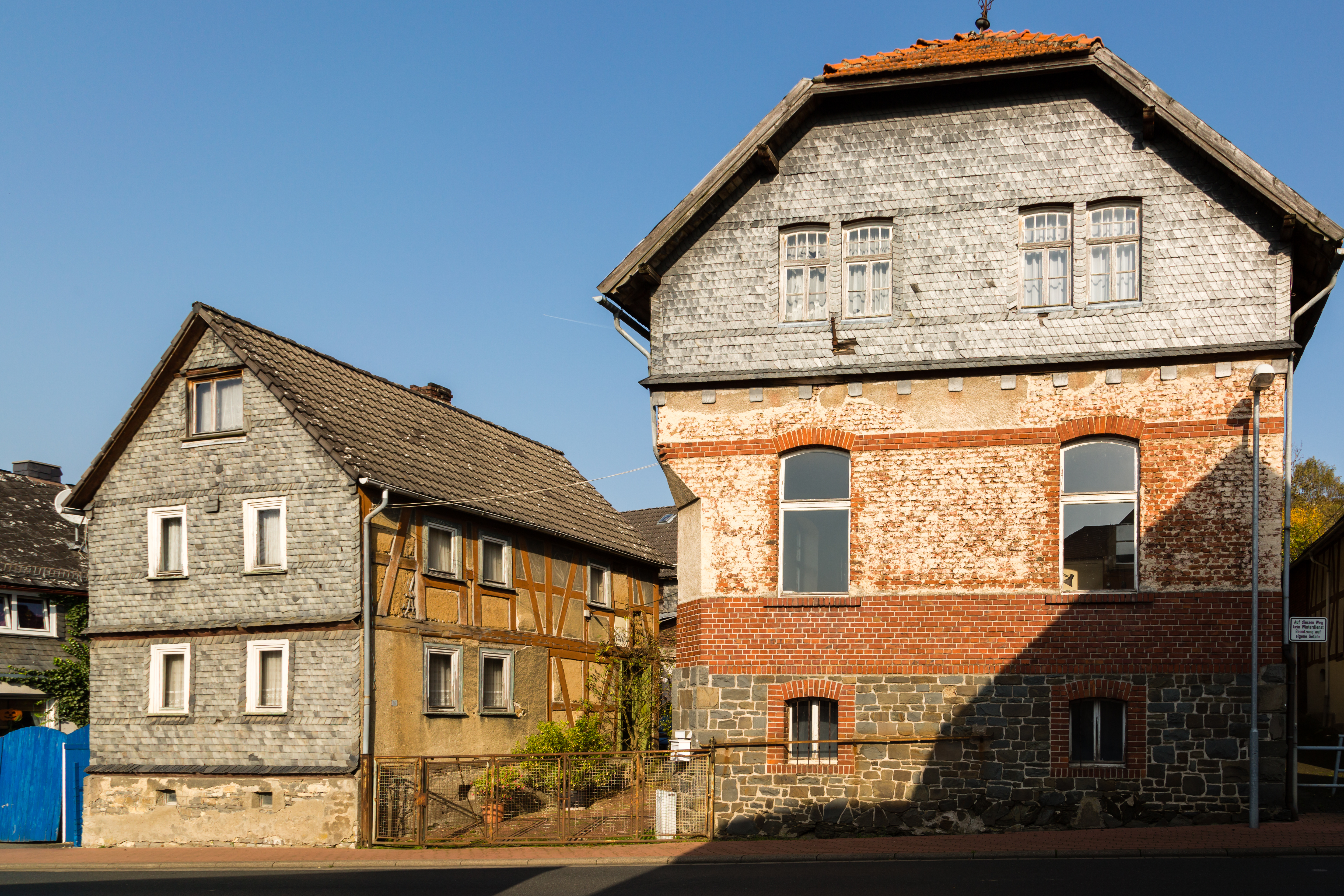
Gebäude der ehemaligen Zigarrenfabrik in Mudersbach

Die Ehemalige Zigarrenfabrik in Mudersbach ist ein denkmalgeschütztes Bauwerk in der Gemeinde Hohenahr im Lahn-Dill-Kreis in Mittelhessen. Sie befindet sich entlang der Aartalstraße im Ortskern, unweit von der nordwestlich gelegenen evangelischen Kirche.

## Beschreibung
Die Zigarrenfabrik war ein Produktionsstandort der Rinn & Cloos A. G. aus Heuchelheim bei Gießen und wurde zur Jahrhundertwende in den 1900er Jahren in Mudersbach errichtet. Die ehemalige Fabrik besteht aus einem giebelständigen Bauwerk mit einem Gebäudesockel und Untergeschoss die aus Bruchsteinen errichtet wurden. Das Hauptgeschoss besteht aus einem verputzten Ziegelmauerwerk und das Obergeschoss aus einem verschieferten Fachwerkkniestock mit einem Zwerchhaus. Es wird von einem Krüppelwalmdach mit einer Eindeckung aus Dachziegeln abgeschlossen.
Der für die Zigarrenherstellung benötigte Tabak wurde im Keller gewaschen. Das benötigte Wasser für die Tabakwäsche wurde im Hof aus einer hölzernen Pumpsäule gewonnen. Im großen Saal des Hauptgeschosses wurde der vorbereitete Tabak weiterverarbeitet. Die hergestellten Zigarren wurden im Kniestock, der als Kontor diente, eingelagert. Im Kniestock waren zudem die Kantine und der Trockenraum eingerichtet.
Bei der Errichtung der Zigarrenfabrik zur Jahrhundertwende wurde von den beschäftigten Frauen und Mädchen ein geringer Verdienst erwirtschaftet. Dieser Verdienst war wichtig, denn von den zu dieser Zeit kleinen und oftmals geteilten Äckern und Wiesen wurden keine Gewinne zum Lebensunterhalt der ortsansässigen Familien erzielt.
Die ehemalige Zigarrenfabrik in der Aartalstraße 16 in Mudersbach ist im Denkmalverzeichnis des Landesamts für Denkmalpflege Hessen als Kulturdenkmal aus geschichtlichen Gründen eingetragen.